# Grímsnes
Grímsnes és una fissura volcànica o fila de cràters situat al sud-oest d'Islàndia. És un sistema volcànic relativament petit situat al sud-est del llac Thingvallavatn. S'eleva fins als 214 msnm. La darrera volcànica és documentada vers el 3.500 aC. Entre els nombrosos volcans de la zona destaquen el Kerið, un llac de cràter volcànic.
Els camps de lava de Grímsnes cobreixen un total de 54 km². El major d'aquestes planes és el camp de Seyðishólar-Kerhólahraun, que té una superfície de 23,5 km². Altres planes importants inclouen el camp Tjarnarhólahraun d'11,9 km², el camp Kálfshólahraun de 8 km² i el d'Álftarhólshraun de 6,2 km². El volum total de lava produït en els fluxos de lava de Grímsnes s'ha calculat en 1,2 quilòmetres cúbics.